# Togavai Stanley
Togavai Stanley (9 juli 1990) is een Tuvaluaans voetballer die sinds 2013 uitkomt voor Nauti Auckland, eerder speelde hij voor Nauti FC.
Togavai speelde al vier wedstrijden voor het Tuvaluaans voetbalelftal waarvan drie bij de Pacific Games 2011. Hij scoorde een keer uit een vrije trap tegen Guam. De wedstrijd eindigde in een 1-1 gelijkspel. Stanley kon trouwens bijna niet spelen door een zware oogontsteking.
1 Sieni ·
2 Pokia ·
3 Tofuola ·
4 Timuani ·
5 Takataka ·
6 Penisula ·
7 Liva ·
8 Tinilau ·
9 Tiute ·
10 Lepaio ·
11 Panapa ·
12 Petoa ·
13 Stanley ·
14 Sogivalu ·
15 Ofati ·
16 Selau ·
17 Ale ·
18 Petaia ·
19 Lima'alofa ·
20 Okelani ·
24 Tapasei ·
Coach: De Haan